# كاتسوكي سوسا
كاتسوكي سوسا (مواليد 13 سبتمبر 1984) هو ملاكم ياباني، مثّل بلاده في الألعاب الأولمبية الصيفية 2012.

## روابط خارجية
كاتسوكي سوسا على موقع بوكس ريك (الإنجليزية) (registration required)
- كاتسوكي سوسا على موقع اللجنة الأولمبية الدولية (الإنجليزية)
- كاتسوكي سوسا على موقع أوليمبيديا (الإنجليزية)